# Hygiène sous la Rome antique

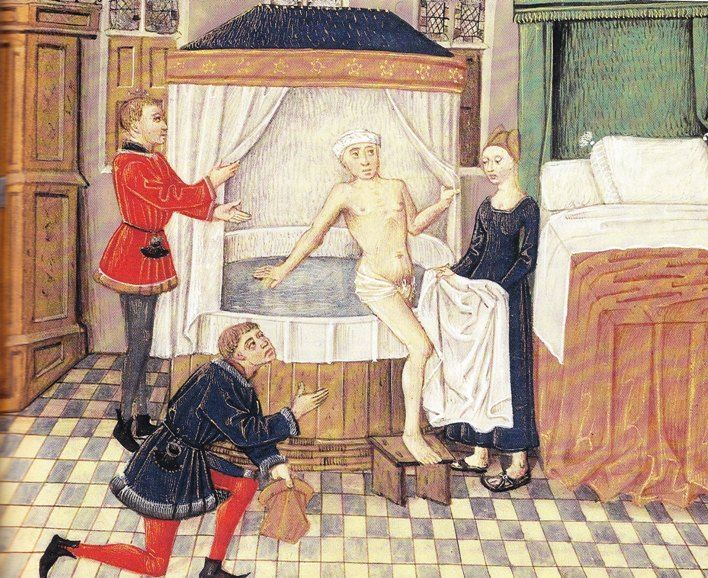
Sortie du bain de Valère Maxime. Le cuvier en bois cerclé a des parois doublées avec une toile pour éviter les échardes, et est recouvert d'un dais.

Les Romains attachaient la plus grande importance à la qualité de l'eau qu'ils buvaient et dans laquelle ils se baignaient régulièrement. Ceci les a amenés à construire des aqueducs, des thermes associés à des sources thermales, des égouts et des latrines. Les latrines étaient des institutions honorables : des témoignages racontent que des négociants les fréquentaient pour conclure des affaires.
Les médecins romains avaient une grande maîtrise de l'hygiène : bien que ne connaissant pas l'existence des bactéries, ils savaient qu'ils devaient faire bouillir leurs instruments de chirurgie et qu'il ne fallait pas mélanger eaux usées et eaux propres.

## Otium
L'une des acceptions du terme otium était une période de calme, le temps du rétablissement intellectuel et corporel, une suite assez compliquée de nettoyage, bain et massage dans les bains publics. L’otium était accompagné ou suivi de lectures, de concerts ou de plaisir avec de jolies esclaves. Une fois propre, un repas abondant pouvait être dégusté dans le triclinium avec des clients et des amis suivant l'adage mens sana in corpore sano (un esprit sain dans un corps sain). Les discussions pouvaient se poursuivre dans les latrinae, grandes toilettes collectives. 

## Latrines

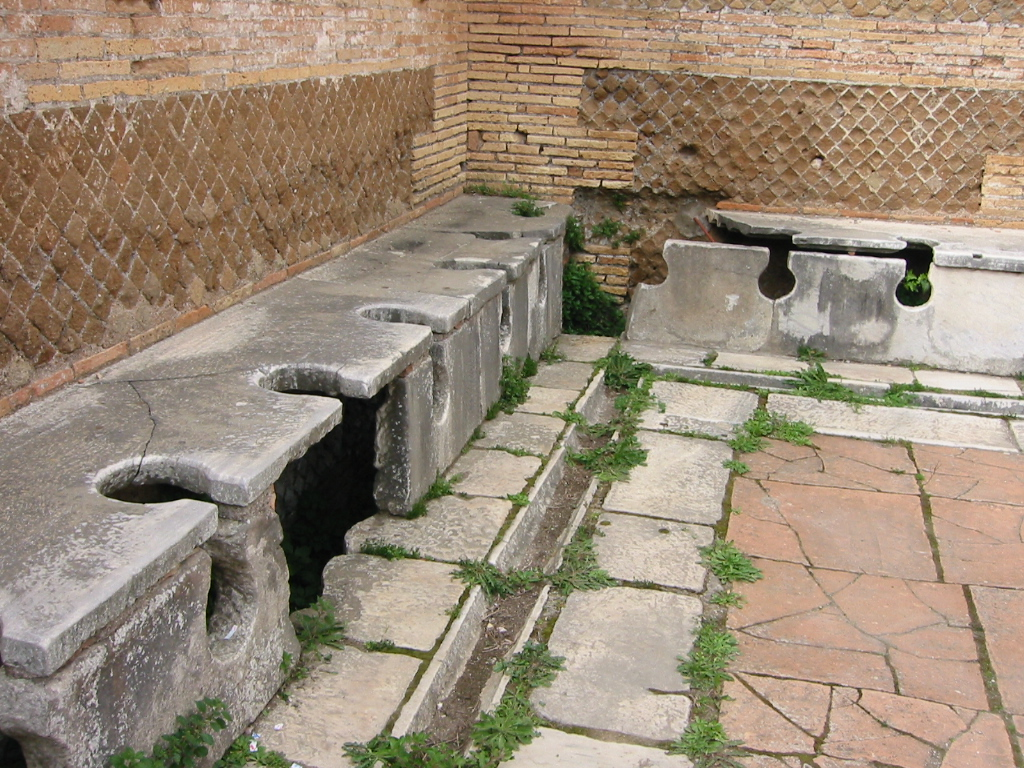
Toilettes antiques à Ostie. Plusieurs hypothèses sont émises sur la fonction de la rigole au pied de la banquette percée : évacuer l'urine tombée, laver les mains, nettoyer à grande eau, ou, la plus répandue, celle de rincer l'éponge servant aux utilisateurs pour s'essuyer.

Dans le monde romain, la présence de latrines privées dans les habitations est limitée aux maisons les plus aisées. Les latrines publiques sont installées dans des bâtiments spécifiques. Lieu d'hygiène mais également de sociabilité important, les latrines publiques prennent généralement la forme de fosses,  sur lesquelles sont aménagées des banquettes en bois ou en pierre, percées d'une ou plusieurs ouvertures. Certains sièges présentent une ouverture prolongée par une saignée horizontale permettant un meilleur positionnement de la verge et le passage de l'éponge servant à s'essuyer. De rares bâtiments abritant les latrines publiques avaient beaucoup de magnificence, les murs étant alors en marbre et ornés de mosaïque ou de peintures.
Rome ne forme ici aucune exception. Autour de la Méditerranée, de nombreuses villes avaient des grandes latrines richement ornées dans lesquelles jusqu'à 80 personnes pouvaient trouver place. À Rome, on les lavait de façon permanente avec le trop-plein des sources thermales, des aqueducs et des puits. Les égouts passaient sous les sièges de toilettes en marbre ou en bois et évacuaient les matières fécales dans de grands canaux collecteurs qui se jetaient dans le Tibre. Au milieu de la pièce, un autre caniveau récoltait les éclaboussures ou l'urine.
Les villas romaines avaient des connexions directes aux égouts, mais les maisons modestes (insulae) disposaient seulement de grands baquets posés sous l'escalier. À Bulla Regia, dans une ville de Tunisie, on a trouvé lors de fouilles archéologiques dans une villa des toilettes avec des sièges doubles et des lavabos. À Alba Fucens en Italie au moyen de Via dei Pilastri (it) de telles latrines ont survécu jusqu'à nous.
L'historien Henry Thédenat identifia un bâtiment, existant encore, avec trois niches à la Domus Augustana sur le mont Palatin comme latrines impériales. Deux sièges de porphyre du palais de Constantin sont exposés au Louvre.

### Latrines militaires
Il y avait des latrines dans les camps militaires les plus reculés de l'empire. Les médecins militaires connaissaient le rapport entre l'hygiène et les maladies, les généraux savaient que la prévention d'épidémie influait sur la capacité de l'armée. Pour la prévention, les bains et les latrines étaient inclus dans le valetudinarium. Les latrines du castellum de Vercovicium sur le mur d'Hadrien sont bien représentatives. Toutes les eaux résiduelles du camp étaient utilisées pour évacuer les matières fécales ; si elles étaient insuffisantes, on utilisait l'eau de citernes. Ces eaux usées étaient évacuées à l'extérieur du camp par un fossé qui aboutissait à une fosse.

### Historique des latrines
On ne sait pas exactement quand apparurent les latrines. Vraisemblablement, on a construit les premières à la fin de la République. On a identifié ce qui pourrait être des latrines au théâtre de Pompée au Largo Argentina. La plupart des latrines connues ont été construites entre le Ier et le IVe siècle. Rome au IVe siècle dénombrait 144 latrinae et 253 necessariae, chiffres qui regroupent aussi les urinoirs. De constantes améliorations ont été apportées aux latrines militaires entre le IIe et le IVe siècle. La construction de latrines n'était financée que par des fonds privés, les Romains n'investissant seulement dans l'hygiène que s'il y avait un avantage appréciable.
Les latrines romaines n'ont été égalées qu'à partir du XVIe siècle, en Angleterre. Les systèmes de rétention d'odeurs n'ont été réinventés qu'à partir de 1775. Les réseaux d'égouts n'ont été comparables qu'à partir de 1842 avec la construction des égouts de Londres.

## Hygiène dans lareligion romaine
La déesse Salus était la déesse de la santé et de la propreté, fille d'Esculape, dieu de la médecine et sœur de Panacée, qui symbolise la médecine curative. Les Romains avaient dédié un autel à la déesse Cloacine à l'entrée de l'égout principal de Rome, le Cloaca Maxima.